# Tetracheledone spinicirrhus
Tetracheledone spinicirrhus is een inktvissensoort uit de familie van de Megaleledonidae. De wetenschappelijke naam van de soort werd voor het eerst geldig gepubliceerd in 1955 door Voss.